# Plaza del Polvorista
La plaza del Polvorista es una plaza de la ciudad andaluza de El Puerto de Santa María, creada en 1884 y yace cerca al destacado conjunto urbano del Campo de Guía.
De forma cuadrada, esta plaza alberga notables edificios como el palacio de Vizarrón (Casa de las Cadenas), el de Aguado –Conde de Montelirios-, Reinoso Mendoza –donde se encuentra el actual ayuntamiento- o el Cuartel de Caballería, actualmente reedificado para albergar el Teatro Municipal. 
En sus inicios esta plaza constituía uno de los extremos de la ciudad y más tarde se celebraron en la misma las paradas militares del cuartel adyacente. Hoy en día constituye una bella plaza arbolada, decorada en su centro por una fuente y en donde se encuentra un monumento al poeta Rafael Alberti, realizado por el escultor portuense Javier Tejada Prieto. El poeta de la Generación del 27 cuenta en su ciudad natal con otro monumento en su honor, ubicado en una rotonda de la avenida homónima.
- Datos: Q6080450